# Mistrovství Evropy v ledním hokeji 1925

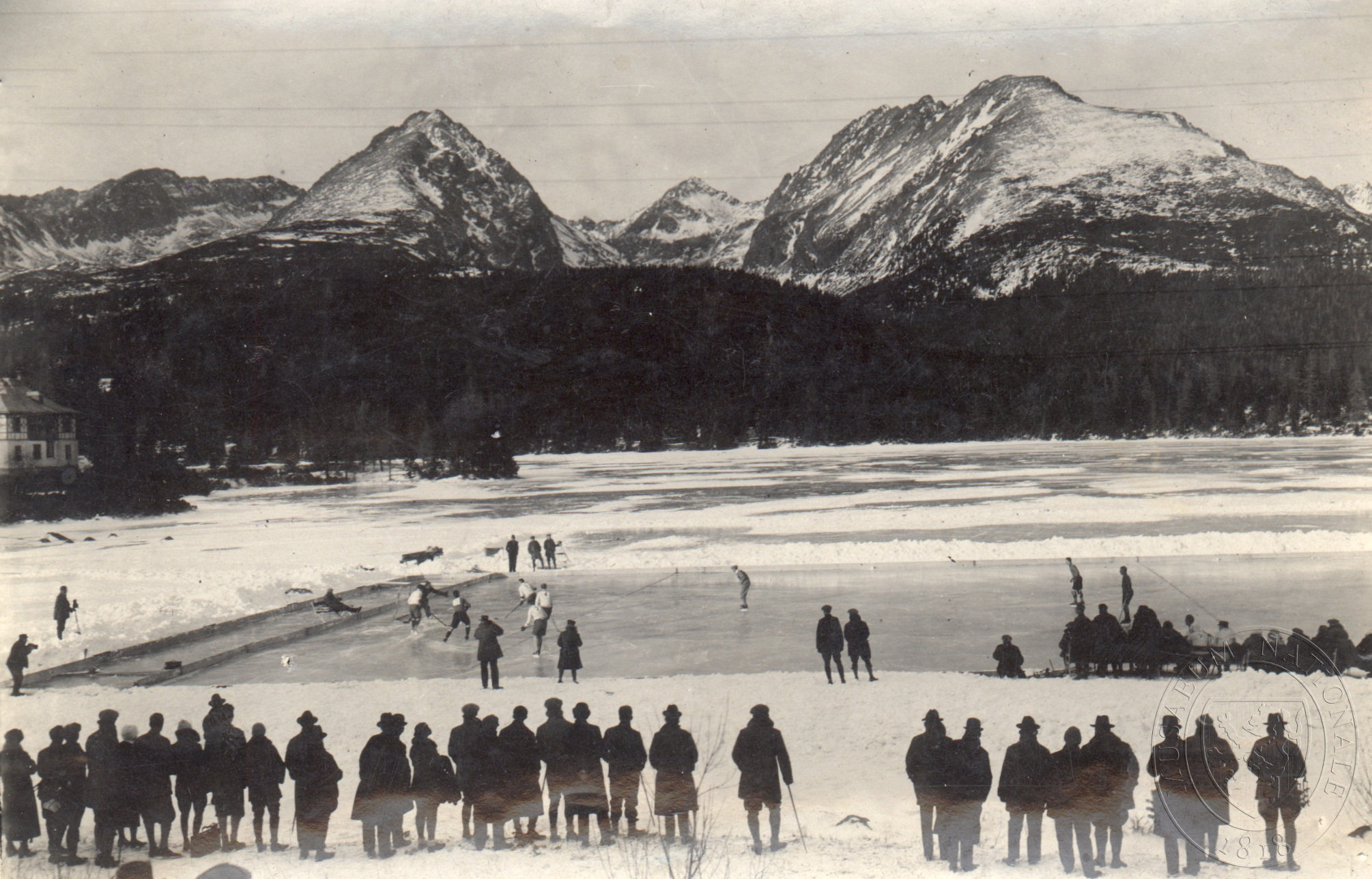

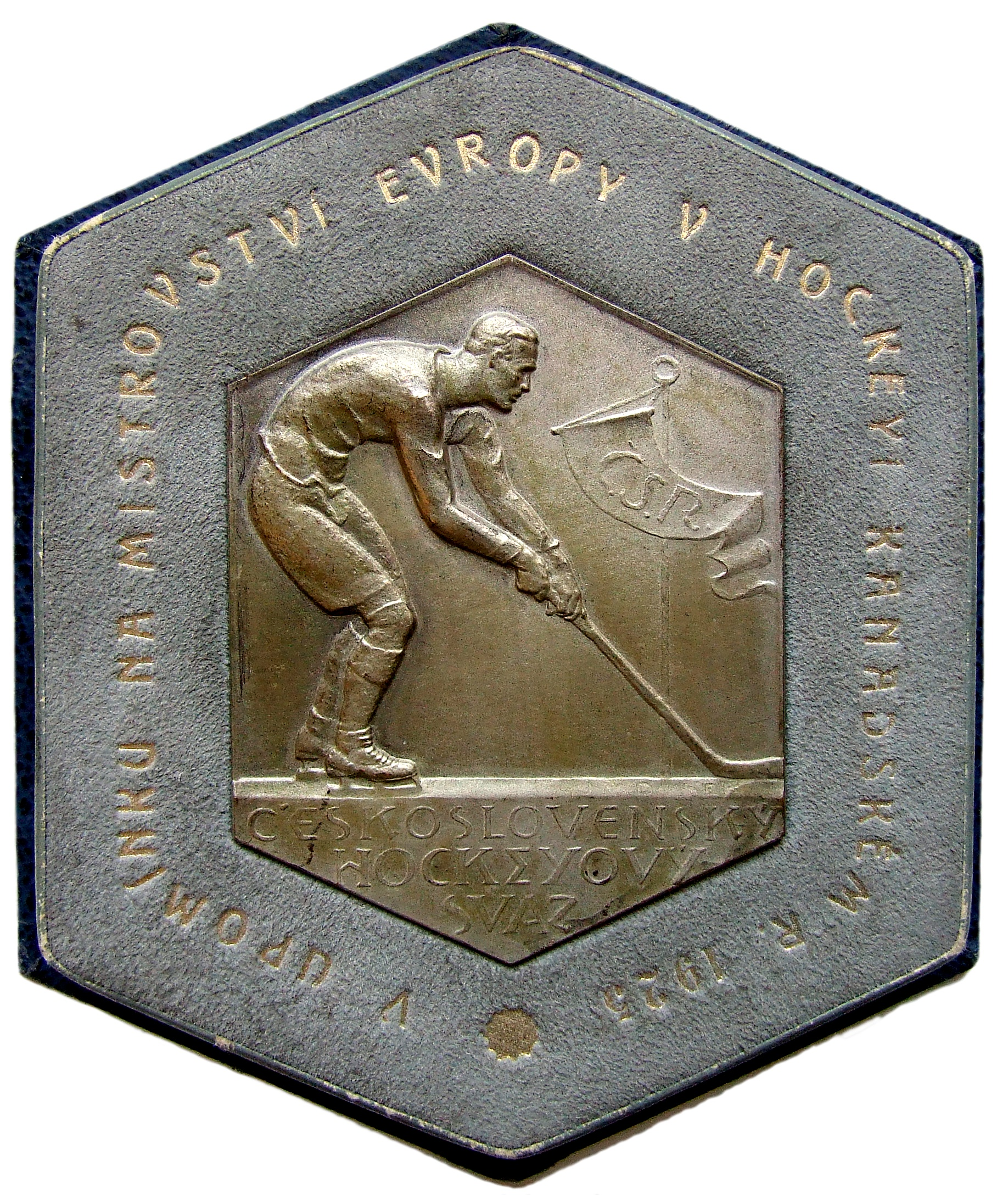
Století českého hokeje 06

10. Mistrovství Evropy v ledním hokeji se konalo od 8. do 11. ledna na Štrbském Plese a ve Starém Smokovci v Československu. Po dvou předchozích mistrovstvích Evropy poklesl počet účastníků, když nepřijela mužstva, která na nich obsadila první dvě příčky. Čtyři reprezentační týmy se utkaly jednokolovým systémem každý s každým. Čtvrtý titul mistra Evropy zde pro sebe získali hokejisté pořadatelského Československa. Hrací doba byla 2x20 minut.

## Průběh
Mistrovství se původně mělo konat v Praze, ale obleva ho nedovolila uspořádat ani na ploše vodní nádrže Jordán v Táboře. Do Vysokých Tater potom dorazily pouze tři zahraniční výpravy. Českoslovenští hokejisté měli pro nepříznivé počasí málo času na sehrání, ale v turnaji neobdrželi od žádného soupeře jedinou branku a přesvědčivě ho vyhráli. Zdařilo se jim to, ačkoli museli odehrát v posledním dni dva zápasy. O zbylém pořadí rozhodla při vyrovnaných výsledcích výhra rakouských hokejistů, kteří hráli na mezinárodním turnaji po první světové válce poprvé, nad Belgičany. Pro československé hokejisty byl velmi důležitý gól, který vstřelil Koželuh Švýcarům a skvělé výkony brankáře Peky. Výhodou se také ukázal být dobře poskládaný kádr, v němž se kromě zkušených hráčů objevili též mladší a nováčci.

## Výsledky a tabulka
|    |           | TCH | AUT | SUI | BEL | V | R | P | Skóre | B |
| 1. | ČSR       | *** | 3:0 | 1:0 | 6:0 | 3 | 0 | 0 | 10:0  | 6 |
| 2. | Rakousko  | 0:3 | *** | 2:2 | 2:0 | 1 | 1 | 1 | 4:5   | 3 |
| 3. | Švýcarsko | 0:1 | 2:2 | *** | 1:1 | 0 | 2 | 1 | 3:4   | 2 |
| 4. | Belgie    | 0:6 | 0:2 | 1:1 | *** | 0 | 1 | 2 | 1:9   | 1 |

 Československo –  Rakousko	3:0 (1:0, 2:0)
9. ledna 1925 (13:30) – Štrbské Pleso

Branky a nahrávky Československa: 6. Jaroslav Jirkovský (Karel Pešek), 24. Josef Maleček (Jaroslav Jirkovský), 36. Josef Maleček (Josef Šroubek).

Rozhodčí: Paul Loicq (BEL)

Vyloučení: 0:1 (Herbert Brück na 1 minutu)
ČSR: Jan Peka – Karel Pešek, Karel Koželuh – Valentin Loos, Jaroslav Jirkovský, Josef Šroubek – Otakar Vindyš, Josef Maleček, František Lorenc.
Rakousko: Kurt Wollinger – Alfred Revy, Walter Brück – Alexander Lebzelter, Herbert Brück, Louis Goldschmied.
 Belgie –  Švýcarsko 	1:1 (0:1, 1:0)
9. ledna 1925 (14:30) - Štrbské Pleso

Branka Belgie: 31. Willy Kreitz.

Branka Švýcarska: 6. Heinrich Meng.

Rozhodčí: Jaroslav Řezáč (TCH)

Vyloučení: 0:2
Belgie: Hector Chotteau – Gaston Van Volxem, Francois Franck – Charles Mulder, Louis de Ridder, Willy Kreitz – André Poplimont.
Švýcarsko: Charles Fasel – Albert Geromini, Peter Müller – Alexander Spengler, Louis Dufour, Heinrich Meng – Fritz Kraatz, Roberto Hügli.
 Rakousko –  Belgie	2:0 (1:0, 1:0)	
11. ledna 1925 (dopoledne) – Starý Smokovec (přírodní kluziště na tenisových kurtech)

Branky a nahrávky Rakouska: 19. Herbert Brück (Ulrich Lederer), 37. Alexander Lebzelter.

Rozhodčí: Antonín Porges (TCH)
Rakousko: Kurt Wollinger – Alfred Revy, Walter Brück – Alexander Lebzelter, Herbert Brück, Louis Goldschmied - Ulrich Lederer.
Belgie: Hector Chotteau - Gaston Van Volxem, Francois Franck – Charles Mulder, Louis de Ridder, Willy Kreitz – André Poplimont.
 Československo –  Švýcarsko	1:0 (0:0, 1:0)
11. ledna (dopoledne) 1925 – Starý Smokovec (přírodní kluziště na tenisových kurtech)

Branka a nahrávka Československa: 37. Karel Koželuh (Josef Maleček).

Rozhodčí: Paul Loicq (BEL)
ČSR: Jan Peka – Karel Pešek, Karel Koželuh – Valentin Loos, Jaroslav Jirkovský, Josef Šroubek – Otakar Vindyš, Josef Maleček.
Švýcarsko: Charles Fasel – Albert Geromini, Peter Müller – Fritz Kraatz, Heinrich Meng, Louis Dufour - Alexander Spengler, Roberto Hügli.
 Švýcarsko –  Rakousko	2:2 (0:1, 2:1)
11. ledna 1925 (odpoledne) – Starý Smokovec (přírodní kluziště na tenisových kurtech)

Branky Švýcarska : 35. Louis Dufour, 36. Fritz Kraatz.

Branky a nahrávky Rakouska : 8. Ulrich Lederer (Alexander Lebzelter), 34. Walter Brück.

Rozhodčí: Paul Loicq (BEL)
Švýcarsko: Charles Fasel – Albert Geromini, Peter Müller – Fritz Kraatz, Heinrich Meng, Louis Dufour - Alexander Spengler, Roberto Hügli.
Rakousko: Kurt Wollinger – Alfred Revy, Walter Brück – Alexander Lebzelter, Herbert Brück, Louis Goldschmied.
 Československo –  Belgie	6:0 (4:0, 2:0)
11. ledna (odpoledne) 1925 – Starý Smokovec (přírodní kluziště na tenisových kurtech)

Branky a nahrávky Československa: 6. Josef Maleček (Karel Koželuh), 10. Jaroslav Jirkovský (Karel Koželuh), 11. Jaroslav Jirkovský, 12. Josef Maleček (Jaroslav Jirkovský), 32. Josef Šroubek, 33. Josef Maleček (Josef Šroubek).

Rozhodčí: Jacques Dietrichstein (AUT)

Vyloučení: 0:1
ČSR: Jan Peka – Karel Pešek, Karel Koželuh –  Josef Maleček, Jaroslav Jirkovský, Josef Šroubek - Otakar Vindyš, František Lorenc.
Belgie: Hector Chotteau - Gaston Van Volxem, Francois Franck – Charles Mulder, Louis de Ridder, Willy Kreitz – André Poplimont.

## Soupisky
1.  Československo

Brankáři: Jan Peka, Jaroslav Stránský.

Obránci: Karel Pešek, Karel Koželuh.

Útočníci: Josef Šroubek, Jaroslav Jirkovský, Josef Maleček, Valentin Loos, Otakar Vindyš, František Lorenc, Jaroslav Hamáček, Jaroslav Pušbauer.
2.  Rakousko

Brankář: Kurt Wollinger.

Obránci: Walter Brück, Alfred Revi.

Útočníci: Ulrich Lederer, Louis Goldschmied, Alexander Lebselter, Herbert Brück.
3.  Švýcarsko

Brankář: Charles Fasel.

Obránci: Albert Geromini, Roberto Hügli.

Útočníci: Jacques Besson, Louis Dufour, Fritz Kraatz, Heinrich Meng, Peter Müller, Alexander Spengler.
4.  Belgie

Brankář: Hector Chotteau.

Obránci: Paul Loicq, Gaston Van Volxem, Philippe Van Volckxom.

Útočníci: Willy Kreitz, Charles Mulder, André Poplimont, Francois Franck, Charles van den Driessche, Louis de Ridder.